# 佐佐木菜摘
佐佐木菜摘（日语：／ Sasaki Natsumi，1960年3月30日—），日本女性配音員、演員。出身於岩手縣。B型血。

## 人物
之前曾隸屬於ARTSVISION、變色龍屋、劇團集團Burstman。
特長：模仿、插圖。興趣：高爾夫、賽馬、觀看運動比賽、柏青哥、烹飪。

## 演出
粗體字表示主要角色。

### 電視劇
- 週四連續劇 系列街（日语：シリーズ街）「抱著玩具的大人們」（1989年6月29日—7月6日，朝日電視台）
- 大河劇（NHK）
  - 太平記 第1回（1991年1月6日）—飾 女房
  - 信長 KING OF ZIPANGU 第4、48回（1992年1月26日、12月6日）
  - 秀吉（1996年1月7日—12月22日）—飾 圍觀者
- 連續電視小說30週年紀念作品 請問芳名 第五部：「愛的去向 對決篇」：第36週（第213回）（1991年4月1日—1992年4月4日，NHK）—飾 仲居
- 週六WIDE劇場（日语：土曜ワイド劇場） 松本清張作家活動40年紀念 等待一年半（日语：一年半待て）（1991年6月8日，朝日電視台）[注 1]
- 藝者小春的華麗冒險（日语：芸者小春の華麗な冒険） 最終回（1991年6月20日，朝日電視台）
- 週五時代劇（日语：土曜時代劇 (NHK)） 胸有成竹（日语：腕におぼえあり） 第1系列：第1、6回（1992年4月10日、5月15日，NHK）
- 週五連續劇 誰也不能說（日语：誰にも言えない） 第5話（1993年8月6日，TBS）
- 奇蹟生還！九死一生特別篇（日语：奇跡の生還! 九死に一生スペシャル）（1996年—2003年，日本電視台）[注 2]
- 週一連續劇 in（日语：月曜ドラマ・イン） 保健室阿姨（日语：名探偵保健室のオバさん）（1997年1月6日—3月10日，朝日電視台）

### 電視節目
- 目擊！DQN（日语：目撃!ドキュン）（朝日電視台）
- LookLook空尼奇瓦（日语：ルックルックこんにちは）（日本電視台）

### 舞台
- 天狼Production 第2回製作作品「親愛的莉莉」淺草篇'94—飾 濱田喜子
- 八十八夜的搖籃曲（2002年12月22、23日）—飾 村莊小孩

### 電影
- Talking Head（日语：トーキング・ヘッド）（1992年，導演、編劇：押井守，Embodiment Films／萬代影視）—飾 作畫擔當：千惠
- NIGHT HEAD 劇場版（日语：NIGHT HEAD#劇場版）（1994年11月3日，導演、原作：飯田讓治（日语：飯田譲治），東寶）

### 廣播劇
- 言語教室4年級（日语：おはなしの旅）（奶奶、旁白、母親、解說、朗讀、蝸牛、獅子、鳳凰、小孩）[注 3]

### 電視動畫
1983年
- 機甲創世記莫斯比達（女）

1985年
- 六三四之劍（方言指導、栗田朗、枡谷晴美）

1986年
- Oh！Family（日语：Oh!ファミリー）
- 高校！奇面組（日语：ハイスクール!奇面組）（出瀨質代）

1988年
- 超能力魔美（香織、北狐）

1989年
- 機動警察（1989年—1990年，護士、管理人、接待人員、女性隊員）2系列[系列 1]
- 大耳鼠（內木一郎的母親）
- 亂馬½ (1989年版)（1989年—1992年）2系列[系列 2]

1990年
- 森林大帝 (1989年版)

1991年
- 快樂的嚕嚕米一家 冒險日記（日语：楽しいムーミン一家）（媽媽）

1992年
- 動畫秘密花園（村民）
- 卡利麥羅 (1992年版)（1992年—1993年，絲吉、絲吉的媽媽、茱蒂、新聞主播）
- 妙廚老爹（魚販、梅田的母親、莉佳）
- 太空奧茲的冒險（日语：スペースオズの冒険）（西之魔女）
- 緞帶魔法姬（1992年—1993年，小林大地的母親、聖結花的祖母）

1993年
- 南國少年奇小邪（占卜師）

1994年
- （「女難大恐慌」花園英郎、「酒亂大恐慌」女將）

1995年
- 熊之噗太郎（日语：クマのプー太郎）（流浪貓喵、女神、旁白、辣妹、戈拉比亞的女兒、咆哮的鳥、主婦）

1996年
- 聖天空戰記（神崎瞳的母親）[注 4]
- 魔法提琴手（1996年—1997年，肖恩·邦恩王妃、店主）

1997年
- 橫行太保（畢卡索、瑪麗安娜、彩、女教師）
- 靈異獵人（校內廣播）

1998年
- 深海傳說MEREMANOID（日语：深海伝説MEREMANOID）（露絲米拉的母親）

### OVA
1984年
- 乳霜檸檬 亞美系列（聰美）
- 乳霜檸檬 升級系列（綠）

1987年
- 戰國奇譚妖刀傳（日语：妖刀伝） 第二卷「鬼哭之章」（老婆婆）（老婆婆）
- 真魔神傳 Battle Royal High School（日语：魔神伝）（邪惡妖精）

1990年
- 惡魔人 妖鳥死麗濡篇

1991年
- 英雄凱傳莫載克（日语：英雄凱伝モザイカ）（吉爾·顏）
- 夢回綠園（教師）
- 相聚一刻 番外篇 一刻島始末記（茶店老婆婆）

### 遊戲
1996年
- 熊之噗太郎 天空是粉紅色的！全員集合!!（那樣是行不通的）（日语：クマのプー太郎）（流浪貓喵）

1997年
- 阿爾納姆之翼 在燒塵之空的彼方（日语：アルナムの翼 焼塵の空の彼方へ）（瑪那）
- Standby Say You！（日语：スタンバイSay You!）（主播）

1996年
- 對戰麻雀（日语：対戦ホットギミック (ゲーム)）（大仁祐子）[注 5]

2003年
- 對戰麻雀（大仁祐子）[注 6]

2004年
- 對戰麻雀 COSPLAY麻雀（大仁祐子）[注 7]

### 外語配音

#### 電影
- 新少棒闖天下2（英语：The Bad News Bears in Breaking Training）（何塞·阿吉拉爾〈海梅·埃斯科貝多〉）※朝日電視台版。

### 廣播劇CD
- 幸福的形式 番外篇（日语：しあわせのかたち）
- 聲優廣播劇CD「平和汽車駕訓班」
- CD廣播劇「Rhadamanthus」
- 廣播劇CD「天體議會」（電梯的聲音）
- "Secret Sessions" Series Extra Edition
- 蘇奇戲劇院「MIRACLE ANOTHER WORLD！PART II 原始時代篇」（原始人烏布）
- 不歸的迷宮 THE GREAT MAZE OF OVERKILL（岸田原今日子、黑柳田徹子、寺島田純子、楠木田原繪里子、SEGA瑛子）
- 廣播劇CD『真說侍魂 武士道烈傳』（莫納西、帕庫帕庫）
- Glams Radionight「亞利絲 in Cyberland（日语：ありす in Cyberland）」廣播劇CD Vol.1
- 卒業 ～Cross Road～ 廣播劇CD
- WILD HALF 廣播劇專輯 Encounter2（教師）

### 旁白
- 必拍錄影帶!! 主角就是你（日语：必撮ビデオ!!あんたが主役）（1996年4月18日—9月26日，朝日電視台）

### 其它
- 〈方言指導〉六三四之劍（動畫）
- 〈音樂CD 小故事企劃〉今賀瞬 ～Burstman喜愛歌集Vol.1～（1992年7月22日，KING RECORDS）
- 〈音樂CD〉「OH！Va 3颶風」（1993年3月24日）

## 腳註

## 外部連結
- 佐佐木菜摘｜Burstman （日語）